# Saint-Cyr-sur-Morin
Saint-Cyr-sur-Morin település Franciaországban, Seine-et-Marne megyében. Lakosainak száma 1943 fő (2022. január 1.). Saint-Cyr-sur-Morin Bussières, Doue, Jouarre, Saâcy-sur-Marne és Saint-Ouen-sur-Morin községekkel határos.

## Népesség
A település népessége az elmúlt években az alábbi módon változott:
| Lakosok száma | 1926 | 1931 | 1973 | 1952 | 1960 | 1969 | 1955 | 1954 | 1943 |
|               | 2013 | 2015 | 2016 | 2017 | 2018 | 2019 | 2020 | 2021 | 2022 |